# Survivor (film 1987)
Survivor è un film statunitense-sudafricano del 1987 diretto da Michael Shackleton.

## Trama
Un astronauta assiste dallo spazio alla distruzione del pianeta a causa da un conflitto termonucleare. Fa quindi rientro dopo il fallout su un pianeta deserto e sterile, dove i pochi sopravvissuti si uccidono per poche gocce d'acqua.
L'uomo viene a conoscenza di un posto dove è ancora disponibile acqua e dov'è possibile condurre una vita dignitosa, ma quando vi arriva scopre che i pochi superstiti che vi risiedono sono schiavi di un nuovo folle tiranno, deciso a creare una nuova generazione di figli destinati a governare gli uomini.